# جيجي إيدجلي
جيجي إيدجلي (بالإنجليزية: Gigi Edgley)‏ هي مغنية وممثلة أسترالية، ولدت في 16 نوفمبر 1977 ببرث في أستراليا.

## وصلات خارجية
- جيجي إيدجلي على موقع IMDb (الإنجليزية)
- جيجي إيدجلي على موقع ألو سيني (الفرنسية)
- جيجي إيدجلي على موقع ميوزك برينز (الإنجليزية)
- جيجي إيدجلي على موقع أول موفي (الإنجليزية)
- جيجي إيدجلي على موقع أول ميوزيك (الإنجليزية)
- جيجي إيدجلي على موقع قاعدة بيانات الفيلم (الإنجليزية)
- جيجي إيدجلي على موقع كينوبويسك (الروسية)